# Christian Bölckow
Christian Bölckow (* 12. Februar 1966 in Hamburg; † 25. März 2024 ebenda) war ein deutscher Politiker (STATT Partei).

## Leben
Bölckow bestand 1985 sein Abitur und studierte 1985/86 in Schweden. Von 1986 bis 1994 folgte ein Studium an der Universität Hamburg mit dem Abschluss als Diplom-Soziologe. Während des Studiums machte er unter anderem bei der Deutschen Hauptstelle für Suchtfragen e. V., der ESSO AG und der LINTAS Hamburg Praktika. Zwischen 1988 und 1993 war er zu längeren Auslandsaufenthalten in den USA.
Von 1986 bis 1989 saß er im Bundesvorstand der Guttempler und engagierte sich dort in der Jugendarbeit. Später, 2005 bis 2006, war er ehrenamtlicher Stellvertretender Vorsitzender des Guttempler-Landesverbandes Hamburg.
Von 2006 bis 2010 leitete Bölckow als Geschäftsführer die „Hamburgische Landesstelle für Suchtfragen e. V.“ Dort koordinierte er unter anderem die „Aktionswochen Alkohol“ und Informationskampagnen zu anderen Suchtformen.
Ab dem 18. Mai 2010 war Bölckow als „Suchtreferent“ beim Bundesverband der Guttempler tätig.
Christian Bölckow fand seine letzte Ruhestätte auf dem Friedhof Volksdorf. 

## Politik
Bölckow war 1993 Gründungsmitglied der STATT Partei und Schriftführer im Gründungsvorstand. Im selben Jahr zog er mit der Partei um den Gründer Markus Wegner in die Hamburgische Bürgerschaft ein. Die Partei konnte sich nur in der 15. Wahlperiode von 1993 bis 1997 im Parlament halten. Während dieser Zeit saß er für seine Fraktion im Gesundheitsausschuss, Wissenschaftsausschuss, Kulturausschuss und im Ausschuss für Jugend und Sport. Ab 2003 war Bölckow Mitglied der SPD.
Bölckow war dem Parlament über die Rathauskicker, einer Fußballmannschaft von ehemaligen und aktiven Abgeordneten, weiterhin verbunden.